# Éperon d'Atlit

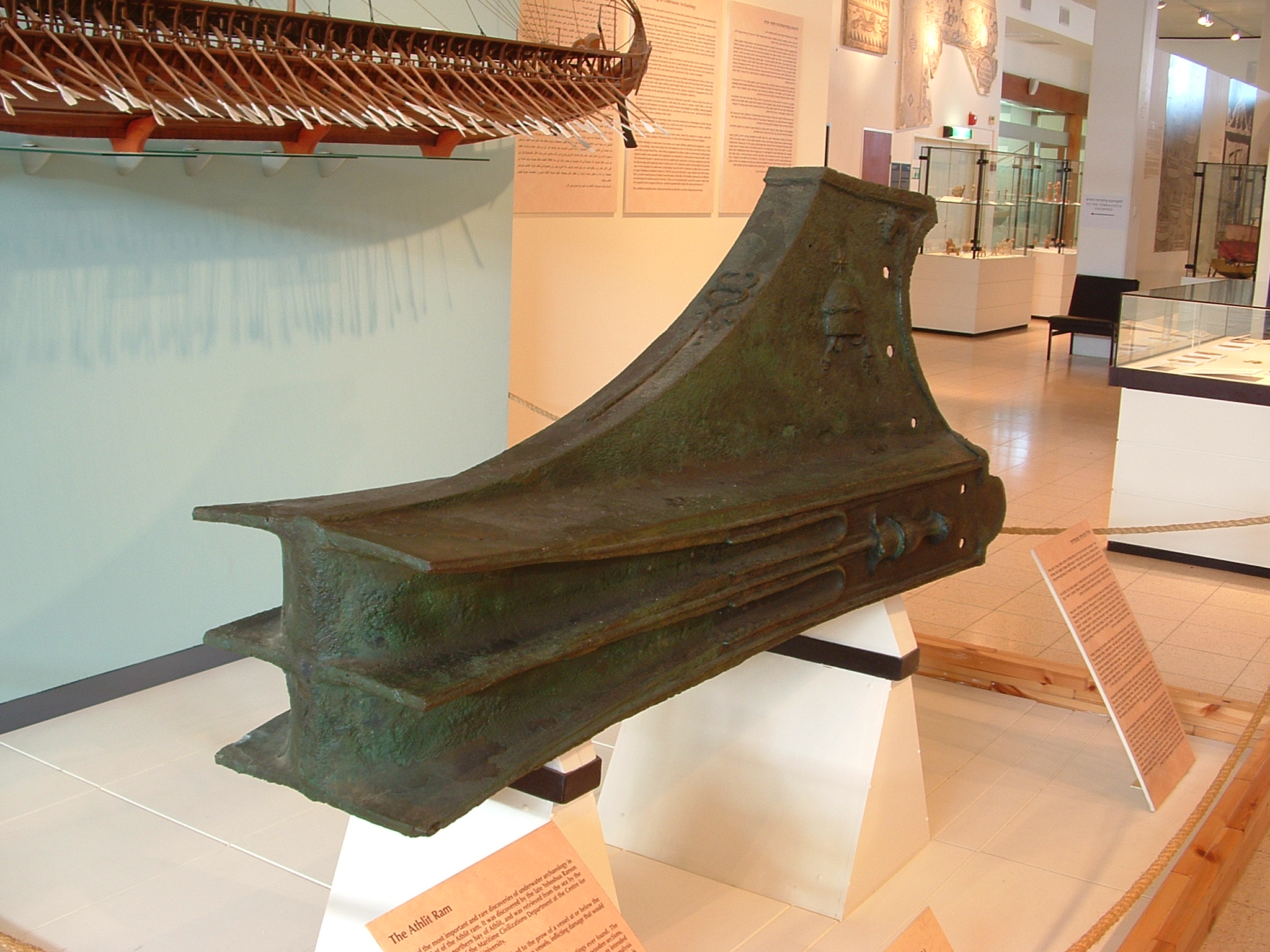
Vue avant de l'éperon d'Atlit.

L'éperon d'Atlit, aussi orthographié éperon d'Athlit, est un éperon en bronze d'un navire grec de combat du IIe siècle av. J.-C., retrouvé en 1980 au large d'Atlit en Israël. Il s'agit de l'un des éperons datant de l'Antiquité les mieux conservés.
Il consiste en pièce coulée d'un seul tenant, pèse 465 kilogrammes et mesure 226 centimètres de long sur 76 centimètres de large (à son maximum) avec une hauteur maximale de 96 centimètres. Le bronze qui compose la coque est un alliage de haute qualité.
L'éperon est décoré de symboles tels qu'un casque, une tête d'aigle ou encore une étoile.
L'éperon est visible au Israeli National Maritime Museum (en).